# Рибалка Сергій Олександрович
Сергі́й Олекса́ндрович Риба́лка (нар. 1 квітня 1990, Ямне, Сумська область, УРСР, СРСР) — український футболіст, півзахисник клубу ЛНЗ. Чемпіон Європи серед юнаків (U-19) 2009 року. Грав за збірну України.

## Клубна кар'єра

### «Арсенал»
Вихованець футбольної школи харківського «Арсеналу». У 80 матчах за «Арсенал» у дитячо-юнацькій футбольній лізі забив 40 голів. Продовжив відзначатися високою, як для півзахисника, результативністю і в дорослому футболі. У першому ж своєму матчі за основну команду «Арсеналу» у другій лізі чемпіонату України відзначився двома голами (10 листопада 2006, «Арсенал» (Харків) — «Іллічівець-2» (Маріуполь), 4:1).
Загалом за «Арсенал» відіграв 48 офіційних матчів, записав на власний рахунок 20 голів, таким чином вже у 18-річному віці ставши найкращим бомбардиром в історії команди.

### «Динамо»
Влітку 2008 року молодим півзахисником зацікавилися українські «гранди» — «Динамо» (Київ) та «Шахтар» (Донецьк), в якому він перебував на оглядинах ще виступаючи у ДЮФЛ, а також ізраїльський «Маккабі» з Хайфи. Переможцем у боротьбі за гравця стало «Динамо», яке уклало з ним п'ятирічний контракт. У столичному клубі грав за команду «Динамо-2», у першій лізі чемпіонату України зіграв у 76 матчах, забив 13 голів.
З початку 2011 року грав за команду київського «Динамо» в першості дублерів. 6 листопада 2011 року зіграв у основному складі команди у матчі з «Металістом».
15 січня 2013 року на правах оренди перейшов до чеського клубу «Слован» з міста Ліберець. За команду зіграв дуже вдало:: 37 матчів 8 м'ячів.
Після повернення влітку 2014 року до «Динамо» зміг пробитися до основного складу. В сезоні 2014—2015 рр. провів 23 гри, забив 2 м'ячі, наступного сезону — 20 матчів.
Грав у «Динамо» до 2017 року.

### «Сівасспор»
У 2017 році перейшов на правах оренди до турецького «Сівасспору», де зіграв 21 матч та забив 1 гол. У 2018 році підписав повноцінний контракт із клубом.

## Виступи за збірні
Має досвід виступів за збірні команди України юнаків віком 18 та 19 років. Дебют у футболці збірної відбувся 12 березня 2008 року в домашньому матчі збірної України U18 проти швейцарських однолітків (перемога 4:0).
У складі збірної України U19 — чемпіон Європи 2009 року. Під час фінальної частини чемпіонату, що проходила у Донецьку і Маріуполі, взяв участь у трьох з п'яти ігор української команди. Автор переможного голу у вирішальному матчі групового етапу змагань проти збірної Швейцарії — відзначився на 85-й хвилині гри, замкнувши простріл Сергія Шевчука. Цей гол встановив остаточний рахунок матчу (1:0) та забезпечив вихід української збірної до півфіналу.
З серпня 2010 — гравець молодіжної збірної України.
22 березня 2015 був викликаний з резерву збірної України, замість травмованого в матчі 1/8 Ліги Європи УЄФА одноклубника Сергія Сидорчука, на матч проти Іспанії (відбір до Євро 2016) 27 березня та товариський матч проти Латвії, 31 березня. 31 березня 2015 року дебютував у національній збірній в матчі проти Латвії, вийшовши на заміну на 46-й хвилині.

## Статистика виступів

### Статистика клубних виступів
Статистичні дані наведено станом на 28 листопада 2022 року
| Сезон                        | Команда                      | Чемпіонат                    | Чемпіонат | Чемпіонат | Національний кубок | Національний кубок | Національний кубок | Континентальні кубки | Континентальні кубки | Континентальні кубки | Інші змагання | Інші змагання | Інші змагання | Усього | Усього |
| Сезон                        | Команда                      | Ліга                         | Ігор      | Голів     | Ліга               | Ігор               | Голів              | Ліга                 | Ігор                 | Голів                | Ліга          | Ігор          | Голів         | Ігор   | Голів  |
| ---------------------------- | ---------------------------- | ---------------------------- | --------- | --------- | ------------------ | ------------------ | ------------------ | -------------------- | -------------------- | -------------------- | ------------- | ------------- | ------------- | ------ | ------ |
| 2006–07                      | «Арсенал» (Харків)           | ДрЛ                          | 13        | 4         | КУ                 | 1                  | 0                  | —                    | —                    | —                    | —             | —             | —             | 14     | 4      |
| 2007–08                      | «Арсенал» (Харків)           | ДрЛ                          | 35        | 16        | КУ                 | 2                  | 2                  | —                    | —                    | —                    | —             | —             | —             | 37     | 18     |
| Всього за «Арсенал» (Харків) | Всього за «Арсенал» (Харків) | Всього за «Арсенал» (Харків) | 48        | 20        |                    | 3                  | 2                  |                      | —                    | —                    |               | —             | —             | 51     | 22     |
| 2008–09                      | «Динамо-2»                   | ПрЛ                          | 28        | 3         | —                  | —                  | —                  | —                    | —                    | —                    | —             | —             | —             | 18     | 3      |
| 2009–10                      | «Динамо-2»                   | ПрЛ                          | 29        | 7         | —                  | —                  | —                  | —                    | —                    | —                    | —             | —             | —             | 18     | 3      |
| 2010–11                      | «Динамо-2»                   | ПрЛ                          | 18        | 3         | —                  | —                  | —                  | —                    | —                    | —                    | —             | —             | —             | 18     | 3      |
| Всього за «Динамо-2»         | Всього за «Динамо-2»         | Всього за «Динамо-2»         | 75        | 13        |                    | —                  | —                  |                      | —                    | —                    |               | —             | —             | 75     | 13     |
| 2011–12                      | «Динамо»                     | УПЛ                          | 2         | 0         | КУ                 | 1                  | 1                  | ЛЧ+ЛЄ                | 0                    | 0                    | СКУ           | 0             | 0             | 3      | 1      |
| 2012–13                      | «Слован»                     | ФЛ                           | 14        | 2         | КЧ                 | 4                  | 0                  | —                    | —                    | —                    | —             | —             | —             | 18     | 2      |
| 2013–14                      | «Слован»                     | ФЛ                           | 23        | 6         | КЧ                 | 1                  | 0                  | ЛЄ                   | 13                   | 3                    | —             | —             | —             | 37     | 9      |
| Всього за «Слован»           | Всього за «Слован»           | Всього за «Слован»           | 37        | 8         |                    | 5                  | 0                  |                      | 13                   | 3                    |               | —             | —             | 55     | 11     |
| 2014–15                      | «Динамо»                     | УПЛ                          | 22        | 1         | КУ                 | 7                  | 0                  | ЛЄ                   | 11                   | 0                    | СКУ           | 1             | 0             | 41     | 1      |
| 2015–16                      | «Динамо»                     | УПЛ                          | 17        | 0         | КУ                 | 1                  | 0                  | ЛЧ                   | 7                    | 0                    | СКУ           | 1             | 0             | 26     | 0      |
| 2016–17                      | «Динамо»                     | УПЛ                          | 26        | 1         | КУ                 | 3                  | 0                  | ЛЧ                   | 5                    | 0                    | СКУ           | 0             | 0             | 34     | 1      |
| Всього за «Динамо»           | Всього за «Динамо»           | Всього за «Динамо»           | 67        | 2         |                    | 12                 | 1                  |                      | 23                   | 0                    |               | 2             | 0             | 104    | 3      |
| 2017–18                      | «Сівасспор»                  | CЛ                           | 21        | 1         | КУ                 | 1                  | 0                  | —                    | —                    | —                    | —             | —             | —             | 22     | 1      |
| 2018–19                      | «Сівасспор»                  | CЛ                           | 28        | 4         | КУ                 | 1                  | 0                  | —                    | —                    | —                    | —             | —             | —             | 29     | 4      |
| 2019–20                      | «Сівасспор»                  | CЛ                           | 3         | 0         | КУ                 | 0                  | 0                  | —                    | —                    | —                    | —             | —             | —             | 3      | 0      |
| 2020–21                      | «Сівасспор»                  | CЛ                           | 0         | 0         | КУ                 | 0                  | 0                  | ЛЄ                   | 0                    | 0                    | —             | —             | —             | 0      | 0      |
| Всього за «Сівасспор»        | Всього за «Сівасспор»        | Всього за «Сівасспор»        | 52        | 5         | —                  | 2                  | 0                  | —                    | 0                    | 0                    | —             | 0             | 0             | 54     | 5      |
| 2021–22                      | «Олександрія»                | УПЛ                          | 13        | 0         | КУ                 | 1                  | 1                  | —                    | —                    | —                    | —             | —             | —             | 14     | 1      |
| 2022–23                      | «Олександрія»                | УПЛ                          | 14        | 4         | —                  | —                  | —                  | —                    | —                    | —                    | —             | —             | —             | 14     | 4      |
| Всього за «Олександрію»      | Всього за «Олександрію»      | Всього за «Олександрію»      | 27        | 4         | —                  | 1                  | 1                  | —                    | 0                    | 0                    | —             | 0             | 0             | 28     | 5      |
| Всього за кар'єру            | Всього за кар'єру            | Всього за кар'єру            | 306       | 52        | —                  | 23                 | 4                  | —                    | 36                   | 3                    | —             | 2             | 0             | 367    | 59     |

### Статистика виступів за збірну
| 01. | 31.03.2015 | «Арена Львів», Львів             | Україна — Латвія             | 1-1 | Товариський матч         | 46' |  |     |  |
| 02. | 09.06.2015 | «Лінцер», Лінц                   | Грузія — Україна             | 1-2 | Товариський матч         | 46' |  |     |  |
| 03. | 05.09.2015 | «Арена Львів», Львів             | Україна — Білорусь           | 3-1 | Відбірковий матч ЧЄ-2016 | 75' |  |     |  |
| 04. | 08.09.2015 | «Під Дубнем», Жиліна             | Словаччина — Україна         | 0-0 | Відбірковий матч ЧЄ-2016 | 90' |  | 21' |  |
| 05. | 09.10.2015 | «Філіпп II Македонський», Скоп'є | Північна Македонія — Україна | 0-2 | Відбірковий матч ЧЄ-2016 | 90' |  |     |  |
| 06. | 12.10.2015 | НСК «Олімпійський», Київ         | Україна — Іспанія            | 0-1 | Відбірковий матч ЧЄ-2016 | 58' |  |     |  |
| 07. | 14.11.2015 | «Арена Львів», Львів             | Україна — Словенія           | 2-0 | Плей-оф відбору ЧЄ-2016  | 90' |  |     |  |
| 08. | 17.11.2015 | «Людські врт», Марибор           | Словенія — Україна           | 1-1 | Плей-оф відбору ЧЄ-2016  | 90' |  | 32' |  |
| 09. | 29.05.2016 | Олімпійський стадіон, Турин      | Румунія — Україна            | 3-4 | Товариський матч         | 45' |  |     |  |

## Досягнення
- Чемпіон Європи серед юнаків (U-19) 2009 року
- Чемпіон України 2015 та 2016 років.